# Pectinophora gossypiella
Pectinophora gossypiella, el gusano rosado del algodón, es un insecto lepidóptero de la familia Gelechiidae conocido por ser una plaga del algodón. Su principal planta hospedera es el algodón común, Gossypium hirsutum.
El adulto es una polilla gris, delgada y pequeña con alas con flecos con una envergadura de 12 a 20 mm. La cabeza es rojiza castaña con escamas iridescentes. Los palpos labiales son largos y curvados hacia arriba. La poboscis tiene escamas. Las alas posteriores son más anchas que las anteriores. 
La larva es una oruga gris opaca con bandas marcadas de color rosa.
La hembra deposita huevos solitarios o en pequeños grupos en el cáliz o en la cápsula del algodón o a veces en los brotes terminales, antes de la formación de las flores. Cuando las larvas emergen de los huevos causan daño al alimentarse. Comen las fibras y las semillas. Así causan daño a la producción de algodón y del aceite, que es cosechado de las semillas. A su vez son causa de la introducción de otras pestes como insectos y hongos.
Es nativo de Asia pero se ha convertido en una especie invasora en la mayor parte del mundo, dondequiera que se cultiva el algodón, especialmente en el sur de Estados Unidos desde 1920. Es la mayor plaga de los cultivos de algodón de California.
En algunos lugares de la India P. gossypiella es ahora resistente al algodón Bt transgénico que expresa el gene Bt (Bacillus thuringiensis) (Cry1Ac).

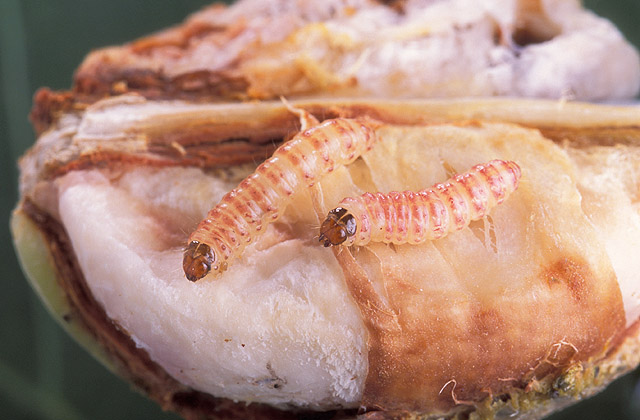
Oruga
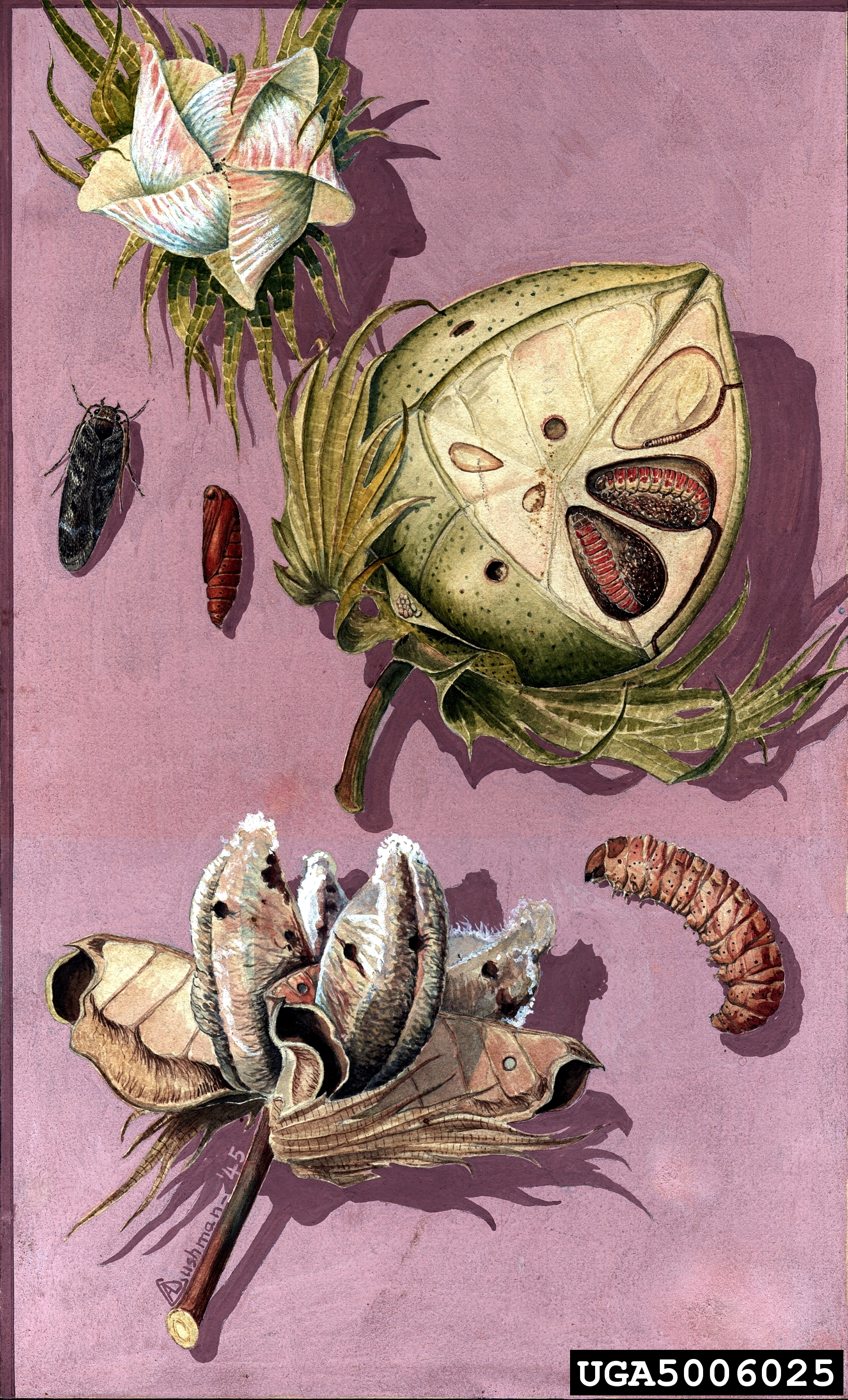
Ciclo de vida